# Stejlgletsjer
De Stejlgletsjer is een gletsjer in Nationaal park Noordoost-Groenland in het oosten van Groenland.

## Geografie
De gletsjer is west-oost georiënteerd en heeft een lengte van meer dan tien kilometer. Ze mondt in het oosten uit in het Smallefjord.
De Stejlgletsjer mondt vanuit het westen uit in het uiteinde van het Smallefjord. Er vlak naast mondt ook de Ejnar Mikkelsengletsjer in dit fjord uit, maar dan vanuit noordelijke richting. Ongeveer tien kilometer naar het noorden ligt de Stormgletsjer en op ongeveer zeven kilometer zuidelijker mondt ook de Canongletsjer in het Smallefjord uit.